# Festa del Sant Crist d'Igualada
La Festa del Sant Crist d'Igualada és una festa religiosa que commemora el fets succeïts el 20 d'abril de l'any 1590 quan es va produir el fet miraculós de la suor de sang del Sant Crist d'Igualada. Foren testimonis la noia Coloma, vídua Masarda, Miquel Quadres, Gaspar Sanjust, entre d'altres, les declaracions dels quals consten ben documentades. No fou, però, solament un petit grupet de persones sinó tot el poble igualadí, que amb pietat i serenor va comprovar el fet de la Suor de Sang del Sant Crist, un fet acceptat i viscut amb fidelitat i constància des d'aquell any de les darreries del segle xvi.